# G. Bruce Boyer
G. Bruce Boyer (født i 1941) er en journalist som hovedsageligt har beskæftiget sig med herremode. Han har været moderedaktør på Town & Country. Han bliver ofte citeret som en autoritet inden for herremode, og var tidligere moderedaktør på GQ og Esquire. Inden sin karriere i herremode-journalistik studerede Boyer engelsk litteratur i Mähren, og har en kandidatgrad i dette. Han har også arbejdet som professor i engelsk litteratur i syv år.
Han har udgivet flere bøger om stil og klassisk herreekvipering og har introduceret det populære ord "sprezzatura" i herremode.